# Tonatico
Tonatico é um município do estado do México, no México.